# Les Aventures de Télémaque (Fénelon)
Pour les articles homonymes, voir Les Aventures de Télémaque.
Les Aventures de Télémaque est le titre d'un roman didactique de Fénelon, probablement écrit dans les années 1694 et suivantes, et publié pour la première fois à l'insu de Fénelon en 1699.

## Résumé
L'œuvre comporte en général 18 livres à 24 livres suivant le découpage adopté par les différentes éditions.

### Premier livre

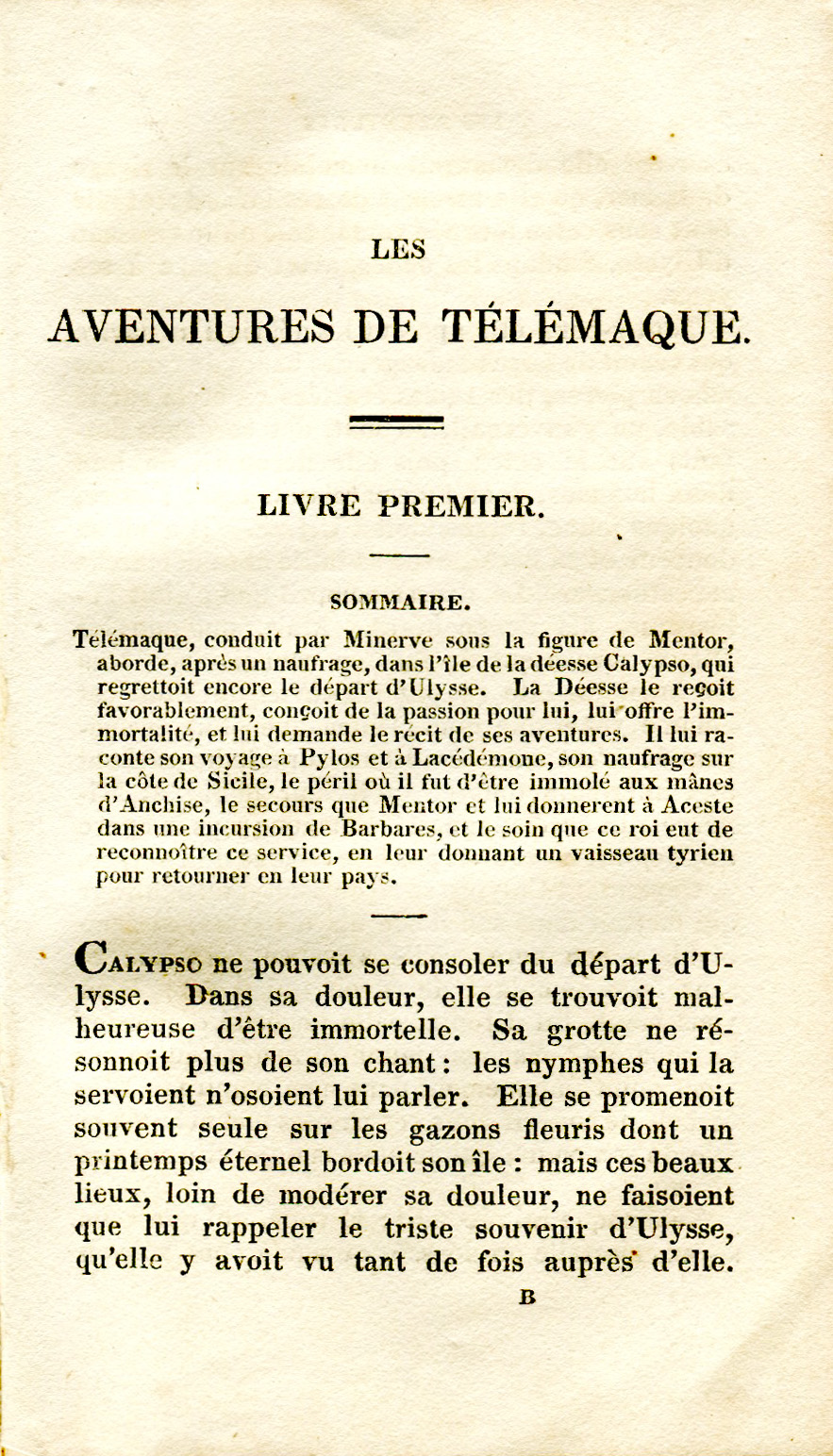
La première page du premier livre des Aventures de Télémaque

Télémaque, conduit par Minerve qui a pris la figure de Mentor, est jeté par une tempête dans l’île de Calypso. Cette déesse, inconsolable du départ d’Ulysse, fait au fils de ce héros l’accueil le plus favorable, et, concevant aussitôt pour lui une violente passion, elle lui offre l’immortalité, s’il veut demeurer avec elle. Pressé par Calypso de faire le récit de ses aventures, il lui raconte son voyage à Pylos et à Sparte, son naufrage sur la côte de Sicile, le danger qu’il y courut d’être immolé aux mânes d'Anchise, le secours que Mentor et lui donnèrent à Aceste, roi de cette contrée, dans une incursion de Barbares, et la reconnaissance que ce prince leur en témoigna, en leur donnant un vaisseau phénicien pour retourner dans leur pays.

Télémaque par Angelica Kauffmann en 1782 au Metropolitan Museum, New York
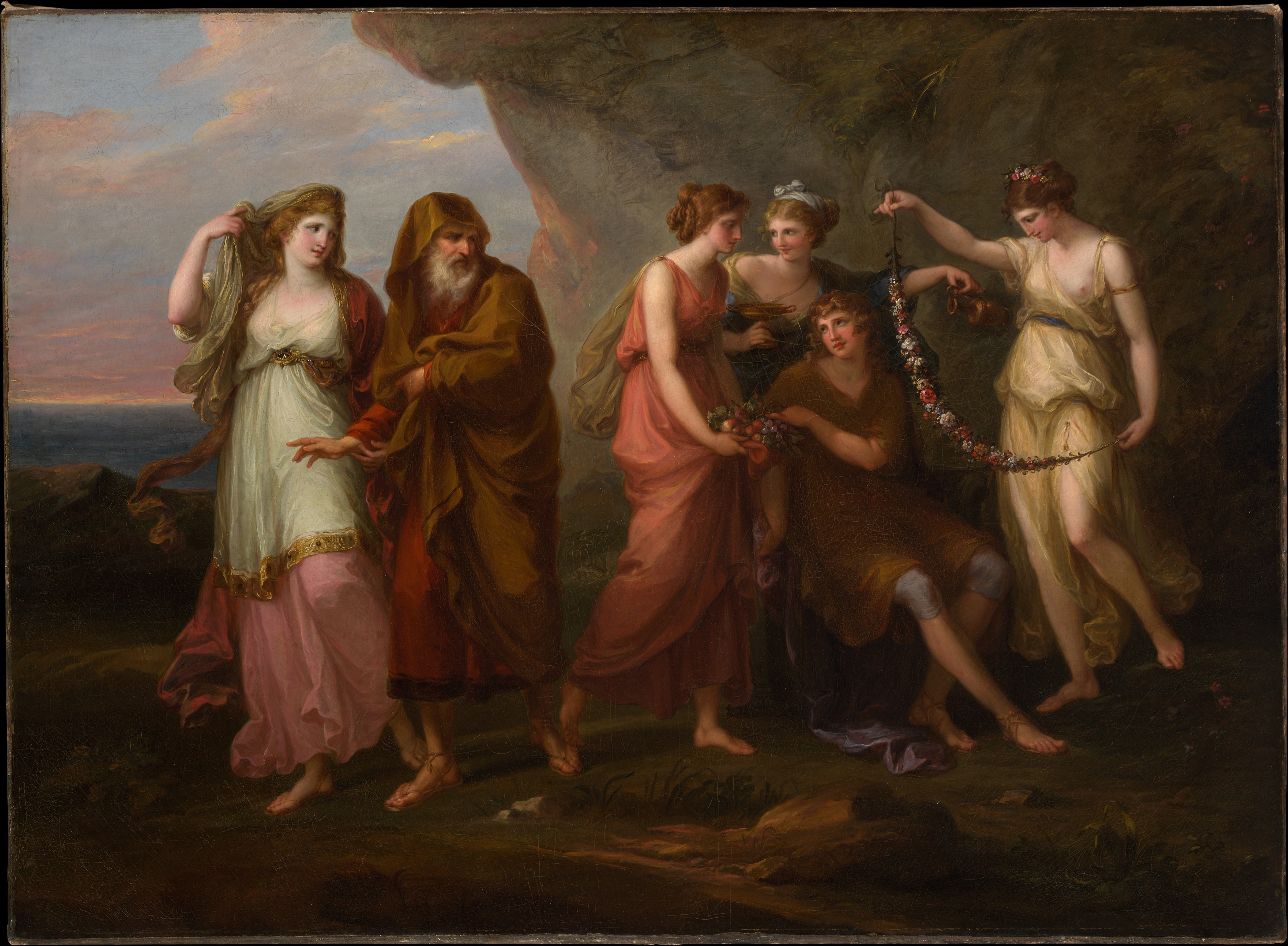
Télémaque et les nymphes de Calypso
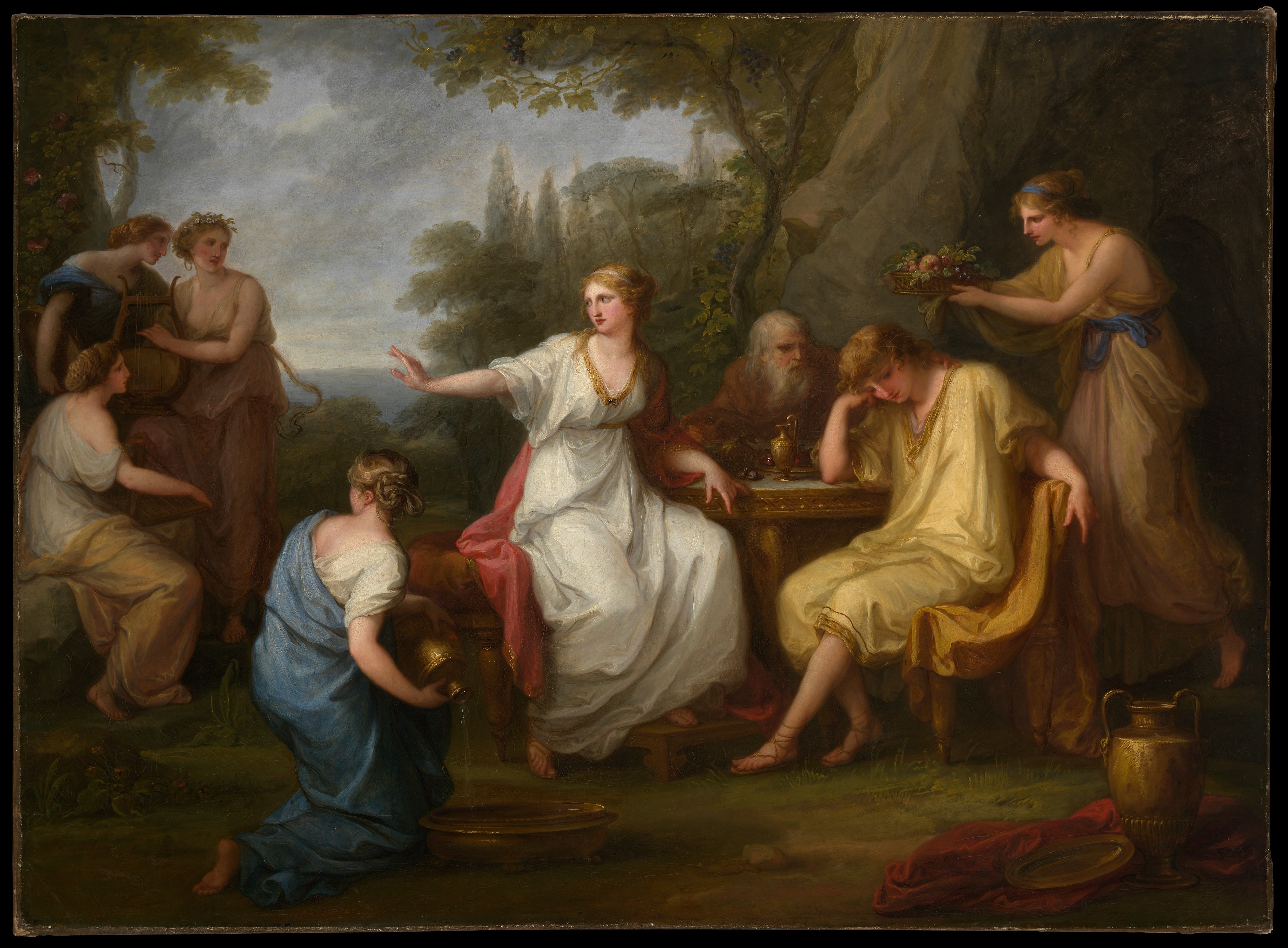
La Douleur de Télémaque

### Deuxième livre
Suite du récit de Télémaque. Le vaisseau tyrien qu’il montait ayant été pris par une flotte du roi d'Égypte Sésostris, Mentor et lui sont faits prisonniers et conduits en Égypte. Richesses et merveilles de ce pays, sagesse de son gouvernement. Télémaque et Mentor sont traduits devant Sésostris, qui renvoie l’examen de leur affaire à un de ses officiers appelé Métophis. Par ordre de cet officier, Mentor est vendu à des Éthiopiens qui l’emmènent dans leur pays, et Télémaque est réduit à conduire un troupeau dans le désert d’Oasis. Là, Termosiris, prêtre d’Apollon, adoucit la rigueur de son exil en lui apprenant à imiter le dieu, qui, étant contraint de garder les troupeaux d’Admète, roi de Thessalie, se consolait de sa disgrâce en polissant les mœurs sauvages des bergers. Bientôt Sésostris, informé de tout ce que Télémaque faisait de merveilleux dans les déserts d’Oasis, le rappelle auprès de lui, reconnaît son innocence, et lui promet de le renvoyer à Ithaque. Mais la mort de ce prince replonge Télémaque dans de nouveaux malheurs : il est emprisonné dans une tour sur le bord de la mer, d’où il voit Bocchoris, nouveau roi d’Égypte, périr dans un combat contre ses sujets révoltés et secourus par les Phéniciens.

### Troisième livre
Suite du récit de Télémaque. Le successeur de Bocchoris rendant tous les prisonniers phéniciens, Télémaque est emmené avec eux sur le vaisseau de Narbal, qui commandait la flotte tyrienne. Pendant le trajet, Narbal lui dépeint la puissance des Phéniciens et le triste esclavage auquel ils sont réduits par le soupçonneux et cruel Pygmalion. Télémaque, retenu quelque temps à Tyr, observe attentivement l’opulence et la prospérité de cette grande ville. Narbal lui apprend par quels moyens elle est parvenue à un état si florissant. Cependant, Télémaque étant sur le point de s’embarquer pour l’île de Chypre, Pygmalion découvre qu’il est étranger et veut le faire prendre : mais Astarbé, maîtresse du tyran, le sauve, pour faire mourir à sa place un jeune homme dont le mépris l’avait irritée. Télémaque embarque enfin sur un vaisseau chypriote, pour retourner à Ithaque par l’île de Chypre.

### Quatrième livre et suivants
Télémaque raconte ses exploits très héroïques à Calypso. Mais cela ne plaît pas à Mentor, qui lui demande le lendemain de parler plus sobrement de ses prouesses à Calypso, car celle-ci est manipulatrice. Télémaque annonce donc à la nymphe qu'il arriva sain et sauf à Cythène malgré la tempête. C'est d'ailleurs là-bas qu'il retrouva son fidèle précepteur sain et sauf. Télémaque apprend que le maître de Mentor, Hasael, considère davantage Mentor comme un fidèle ami plein de sagesse qu'un simple esclave.

## Le roman

### À la croisée du roman d'apprentissage et du manifeste politique anti-absolutiste
Les Aventures de Télémaque est un roman d'aventures publié en 1699 et composé à l'intention des élèves royaux, en particulier du duc de Bourgogne, le fils du dauphin, dont Fénelon était le précepteur. Ce roman, conjointement épopée et traité de morale et de politique, provoqua à la fois la disgrâce de Fénelon à la cour et sa célébrité immédiate et postérieure.
Et pour cause : Fénelon y raconte les pérégrinations de Télémaque, accompagné de Mentor, avatar de Minerve, prétexte d'un enseignement moral et politique qui fut également — et surtout — vu, à l'époque, comme une satire du règne de Louis XIV : « l'arrogant prince Idoménée y transparaît ainsi comme une image particulièrement évocatrice du Roi Soleil. » Cette critique implicite de l'absolutisme louis-quatorzien apparut immédiatement comme un manifeste transparent en faveur du droit naturel contre le droit divin. De ce point de vue, l'œuvre de Fénelon exerça une profonde influence sur la pensée philosophique du XVIIIe siècle, celle des Lumières. Ainsi, Montesquieu la qualifia de « livre divin de ce siècle » et s'en inspira en adoptant le même procédé de distanciation dans ses Lettres persanes. Voltaire, lui, fait voyager son Candide autour du monde pour, au-delà de l'explicite dénonciation de l'optimisme humain, mieux dénoncer la société de son temps.

### Un succès d'édition majeur à l'échelle européenne
Le roman rencontra immédiatement un vif succès : « Le Télémaque a été pendant deux siècles, de 1699 à 1914, un des livres les plus réédités, les plus lus de toute la littérature. » Les premiers exemplaires (publiées en 1699 sans l'accord de l'auteur alors que Fénelon, qui a déplu à Louis XIV, est déjà relégué dans son évêché de Cambrai) ayant été détruits dès leur parution, des réseaux clandestins se chargèrent de diffuser l'ouvrage. Ainsi, Adrian Moetjens publia une version clandestine la même année que sa première publication par Pierre Marteau. L'ouvrage connut une foule d'éditions. Dès 1699, on trouve cinq éditions différentes, plus une traduction en espagnol, seulement chez Moetjens. Le texte de référence, considéré comme l'original, est celui de 1717.
La diffusion de l'œuvre de Fénelon s'étendit, bien au-delà de la France, à toute l'Europe, via des traductions dans quasiment toutes les langues. Comme le souligne Nathalie Ferrand, le roman a été « tellement traduit en Europe que le décompte exact de ses traductions reste encore à faire ». Télémaque a même été mis en vers latins (une première fois à Berlin en 1743, une seconde fois à Paris, par Étienne Viel en 1808). Sa diffusion fut telle qu'il servit de support d'apprentissage de la langue française (il y eut de nombreuses éditions bilingues, franco-allemandes, franco-italiennes, etc.), voire étrangères : ainsi, dans l'espace allemand, on publie de nombreuses versions traduites en italien ou en anglais du roman de Fénelon, avec une évidente visée d'apprentissage linguistique. Du reste, Télémaque est « historiquement, en 1726, le premier livre publié en anglais sur le sol allemand ». C'était aussi le premier roman à être traduit en turc, publié en 1862 sous le titre Tercüme-i Telemak par Yusuf Kamil Pacha.

### Postérité

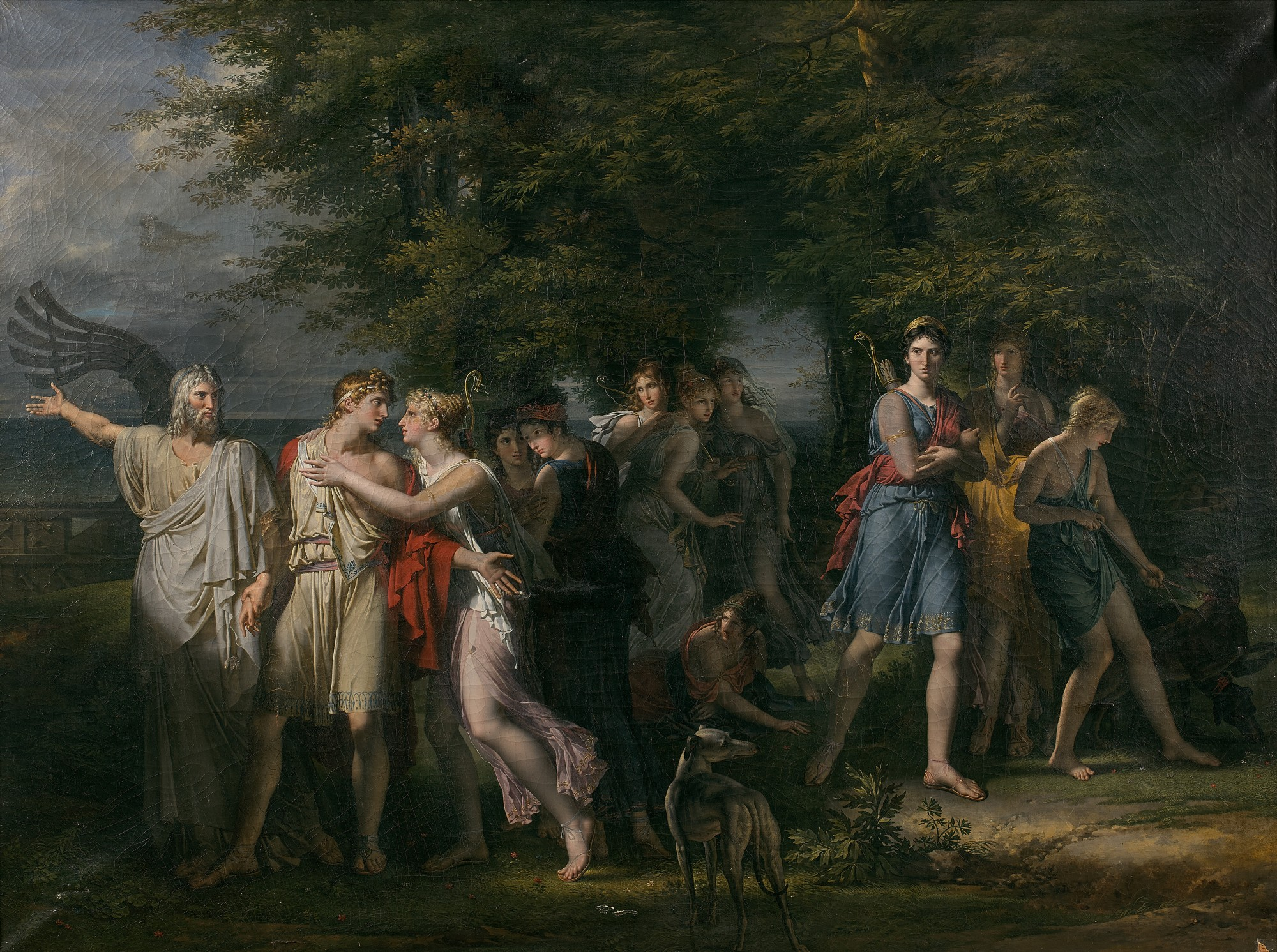
Charles Meynier, Télémaque, pressé par Mentor, quitte l’île de Calypso, 1799-1800

- Marivaux publia une parodie des Voyages de Télémaque, Le Télémaque travesti, en 1717.
- Rousseau fait référence aux aventures, plusieurs fois, dans l'Émile, Livre V.
- En 1812, le philologue et helléniste Fleury Lécluse publie un essai de traduction en douze langues, Télémaque polyglotte. Ce projet est concrétisé avec une ambition réduite (en six langues) en 1837 par Louis-Claude Baudry[14].
- Dans le Salon de 1846, Charles Baudelaire évoque l'œuvre de Fénelon dans un passage à propos de l'œuvre réalisée par Delacroix au plafond circulaire de la bibliothèque du Luxembourg : « Cela fait penser aux pages les plus verdoyantes du Télémaque, et rend tous les souvenirs que l'esprit a emportés des récits élyséens. »
- Les aventures de Télémaque font partie de la liste des 76 œuvres que Napoléon Ier, mourant, fit mettre de côté pour son fils Napoléon II (grâce à Louis-Etienne Saint-Denis, promu bibliothécaire sur l'île de Sainte-Hélène)[15].
- Balzac fait référence au livre dans Le Père Goriot, le salon de la pension Vauquer étant « tendu d'un papier verni représentant les principales scènes de Télémaque ».
- Les Aventures de Télémaque occupe une place à part[16], à la fois symbolique et praxéologique, au cœur de la doctrine pédagogique dite de L'Enseignement Universel de Joseph Jacotot.
- En 1922, Louis Aragon publie un récit en sept livres également intitulé Les Aventures de Télémaque. Tel le duc de Bourgogne, c'est avec le Télémaque de Fénelon qu'Aragon apprit à lire. Pour sa parodie, il se base sur les livres I et VI de l'œuvre de Fénelon. Il y incorpore ses poèmes, ses manifestes dadaïstes — le mouvement, auquel a participé Aragon, est alors sur sa fin à Paris — extraits de la revue Littérature, et d'autres textes dont il ne donne pas la source. Son écriture est guidée par son influence d'alors : les Poésies d'Isidore Ducasse.
- Dans le Baron perché d'Italo Calvino, paru en 1957, le jeune Cosimo Pivoasco di Rondò, personnage principal du roman, prête le livre des aventures de Télémaque au bandit Gian dei Brughi. Jugée consistante par le narrateur (et frère de Cosimo), l'œuvre déplaît au malfrat qui la juge « barbante ».